# Razigravanje za UEFA Europsku ligu 2009./10.
Razigravanje (eng: play-off) za UEFA Europsku ligu 2009./10. igrano je 20. kolovoza 2009., i 27. kolovoza 2009. Sastojalo se od ukupno 76 utakmica (38 kod kuće, 38 u gostima), s isto toliko ekipa. Najviše je bilo nizozemskih i čeških klubova, obadvije zemlje su imale po pet predstavnika. 

## Momčadi
| Everton       | Zenit St. Petersburg | Racing Genk        | Maribor1       |
| Aston Villa   | CFR Cluj             | AEK Atena          | BATE1          |
| Villarreal    | Dinamo Bukurešt      | Teplice            | Levadia1       |
| Valencia      | Benfica              | Sion               | Baku1          |
| Lazio         | Nacional             | Liteks Loveč       | Aktobe1        |
| Genoa         | Heerenveen           | Slavia Prag1       | Dinamo Moskva1 |
| Guingamp      | Ajax                 | Stabæk1            | Twente1        |
| Toulouse      | Heart of Midlothian  | Partizan1          | Sivasspor1     |
| Werder Bremen | Trabzonspor          | Slovan Bratislava1 | Šahtar Donjeck |
| Hertha BSC    | Vorskla Poltava      | Dinamo Zagreb1     | Sparta Prag1   |
| Amkar Perm    |                      |                    |                |

- 1 Ispali iz trećeg pretkola UEFA Lige prvaka.

## Rezultati
| Prva momčad      | Rez.       | Druga momčad          | 1. ut. | 2. ut.    |
| ---------------- | ---------- | --------------------- | ------ | --------- |
| PAOK             | 1:1        | Heerenveen            | 1:1    | 0:0       |
| Dinamo Zagreb    | 4:2        | Hearts                | 4:0    | 0:2       |
| Werder Bremen    | 8:3        | Aktobe                | 6:3    | 2:0       |
| Everton          | 5:1        | Sigma Olomouc         | 4:0    | 1:1       |
| BATE             | 4:1        | Liteks Loveč          | 0:1    | 4:0 (pr.) |
| NAC Breda        | 2:9        | Villarreal            | 1:3    | 1:6       |
| Lech Poznań      | 1:1 (3:4p) | Club Brugge           | 1:0    | 0:1 (pr.) |
| Fulham           | 3:2        | Amkar Perm            | 3:1    | 0:1       |
| Galatasaray      | 6:1        | Levadia               | 5:0    | 1:1       |
| Teplice          | 2:3        | Hapoel Tel Aviv       | 1:2    | 1:1       |
| Metalurg Donjeck | 4:5        | Austria Wien          | 2:2    | 2:3 (pr.) |
| Twente           | 3:1        | Karabakh              | 3:1    | 0:0       |
| Košice           | 4:10       | Roma                  | 3:3    | 1:7       |
| CSKA Sofija      | 2:1        | Dinamo Moskva         | 0:0    | 2:1       |
| Racing Genk      | 3:6        | Lille                 | 1:2    | 2:4       |
| Bnei Yehuda      | 0:2        | PSV Eindhoven         | 0:1    | 0:1       |
| Lazio            | 3:1        | Elfsborg              | 3:0    | 0:1       |
| Trabzonspor      | 2:3        | Toulouse              | 1:3    | 1:0       |
| Partizan         | 3:1        | MŠK Žilina            | 1:1    | 2:0       |
| Baku             | 2:8        | Basel                 | 1:3    | 1:5       |
| Ajax             | 7:1        | Slovan Bratislava     | 5:0    | 2:1       |
| Sivasspor        | 0:5        | Šahtar Donjeck        | 0:3    | 0:2       |
| Brøndby          | 3:4        | Hertha BSC            | 2:1    | 1:3       |
| Athletic Bilbao  | 4:3        | Tromsø                | 3:2    | 1:1       |
| Sarajevo         | 2:3        | CFR Cluj              | 1:1    | 1:2       |
| Rapid Wien       | 2:2(g)     | Aston Villa           | 1:0    | 1:2       |
| Steaua Bukurešt  | 5:1        | St Patrick's Athletic | 3:0    | 2:1       |
| Maribor          | 0:3        | Sparta Prag           | 0:2    | 0:1       |
| Nacional         | 5:4        | Zenit St. Peterburg   | 4:3    | 1:1       |
| Genoa            | 4:2        | Odense                | 3:1    | 1:1       |
| Dinamo Bukurešt  | 3:3 (9:8p) | Slovan Liberec        | 0:3    | 3:0 (pr.) |
| Guingamp         | 2:8        | Hamburg               | 1:5    | 1:3       |
| Sion             | 2:4        | Fenerbahçe            | 0:2    | 2:2       |
| Sturm Graz       | 2:1        | Metalist Harkiv       | 1:1    | 1:0       |
| Slavia Prag      | 4:2        | Crvena zvezda         | 3:0    | 1:2       |
| Benfica          | 5:2        | Vorskla Poltava       | 4:0    | 1:2       |
| Vaslui           | 2:4        | AEK Atena             | 2:1    | 0:3       |
| Stabæk           | 1:7        | Valencia              | 0:3    | 1:4       |

## Prve utakmice
| 20. kolovoza 2009. 16:30           |             |                                |                                                                                   |
| Košice                             | 3:3         | Roma                           | Stadion Lokomotíva, Košice Broj gledatelja: 8.450 Sudac: Peter Rasmussen (Danska) |
| Milinković 5' Novák 71' (pen.) 81' | (izvještaj) | Totti 38' (pen.) 67' Menez 52' | Stadion Lokomotíva, Košice Broj gledatelja: 8.450 Sudac: Peter Rasmussen (Danska) |

| 20. kolovoza 2009. 17:00 |             |                             |                                                                                     |
| Baku                     | 1:3         | Basel                       | Stadion Tofik Bakhramov, Baku Broj gledatelja: 13.000 Sudac: Zsolt Szabo (Mađarska) |
| Pérez 49'                | (izvještaj) | Streller 71' 74' Huggel 77' | Stadion Tofik Bakhramov, Baku Broj gledatelja: 13.000 Sudac: Zsolt Szabo (Mađarska) |

| 20. kolovoza 2009. 18:00 |             |               |                                                                                   |
| BATE                     | 0:1         | Liteks Loveč  | Stadion Haradzki, Borisov Broj gledatelja: 5.392 Sudac: Tommy Skjerven (Norveška) |
|                          | (izvještaj) | Sandrinho 81' | Stadion Haradzki, Borisov Broj gledatelja: 5.392 Sudac: Tommy Skjerven (Norveška) |

| 20. kolovoza 2009. 18:00 |             |                                  |                                                                                |
| Teplice                  | 1:2         | Hapoel Tel-Aviv                  | Na Stínadlech, Teplice Broj gledatelja: 5.122 Sudac: Espen Berntsen (Norveška) |
| Vondrášek 89'            | (izvještaj) | Enyeama 74' (pen.) Vermuth 90+3' | Na Stínadlech, Teplice Broj gledatelja: 5.122 Sudac: Espen Berntsen (Norveška) |

| 20. kolovoza 2009. 18:30 |             |               |                                                              |
| Bnei Yehuda              | 0:1         | PSV Eindhoven | Bloomfield Stadion, Tel Aviv Sudac: Jonas Eriksson (Švedska) |
|                          | (izvještaj) | Afellay 23'   | Bloomfield Stadion, Tel Aviv Sudac: Jonas Eriksson (Švedska) |

| 20. kolovoza 2009. 18:45 |             |                                         |                                                                                     |
| Guingamp                 | 1:5         | Hamburg                                 | Stade du Roudourou, Guingamp Broj gledatelja: 12.694 Sudac: Marcin Borski (Poljska) |
| Hesl 89' (auto-gol)      | (izvještaj) | Guerrero 7' Petrić 11' 26' 86' Berg 51' | Stade du Roudourou, Guingamp Broj gledatelja: 12.694 Sudac: Marcin Borski (Poljska) |

| 20. kolovoza 2009. 18:45 |             |                              |                                                                  |
| Trabzonspor              | 1:3         | Toulouse                     | Stadion Hüseyin Avni Aker, Trabzon Sudac: Pavel Kralovec (Češka) |
| Song 16'                 | (izvještaj) | Gignac 12' 59' Mansaré 90+1' | Stadion Hüseyin Avni Aker, Trabzon Sudac: Pavel Kralovec (Češka) |

| 20. kolovoza 2009. 19:00 |             |               | |
| CSKA Sofija              | 0:0         | Dinamo Moskva | Nacionalni stadion Vasil Levski, Sofija 1 Broj gledatelja: 23.250 Sudac: Robert Schörgenhofer (Austrija) |
|                          | (izvještaj) |               | Nacionalni stadion Vasil Levski, Sofija 1 Broj gledatelja: 23.250 Sudac: Robert Schörgenhofer (Austrija) |

| 20. kolovoza 2009. 19:00 |             |                         |                                                                                     |
| Metalurg Donjeck         | 2:2         | Austria Wien            | Stadion Metalurg, Donjeck Broj gledatelja: 4.100 Sudac: Michael Koukoulakis (Grčka) |
| Ekeh 17' Dimitrov 90+2'  | (izvještaj) | Ačimovič 8' Diabang 48' | Stadion Metalurg, Donjeck Broj gledatelja: 4.100 Sudac: Michael Koukoulakis (Grčka) |

| 20. kolovoza 2009. 19:00 |             |                                      |                                                                                        |
| NAC Breda                | 1:3         | Villarreal                           | Rat Verlegh Stadion, Breda Broj gledatelja: 15.200 Sudac: Stefan Johannesson (Švedska) |
| Loran 17'                | (izvještaj) | Rossi 14' Ibagaza 49' Llorente 90+2' | Rat Verlegh Stadion, Breda Broj gledatelja: 15.200 Sudac: Stefan Johannesson (Švedska) |

| 20. kolovoza 2009. 19:00 |             |                      |                                                                                      |
| PAOK                     | 1:1         | Heerenven            | Toumba Stadion, Thessaloniki Broj gledatelja: 26.500 Sudac: William Collum (Škotska) |
| Ivić 55'                 | (izvještaj) | Paulo Henrique 45+3' | Toumba Stadion, Thessaloniki Broj gledatelja: 26.500 Sudac: William Collum (Škotska) |

| 20. kolovoza 2009. 19:15 |             |             |                                                                                             |
| Rapid Wien               | 1:0         | Aston Villa | Stadion Gerhard Hanappi, Beč Broj gledatelja: 17.600 Sudac: Alexandru Dan Tudor (Rumunjska) |
| Jelavić 1'               | (izvještaj) |             | Stadion Gerhard Hanappi, Beč Broj gledatelja: 17.600 Sudac: Alexandru Dan Tudor (Rumunjska) |

| 20. kolovoza 2009. 19:15 |             |                 |                                                                            |
| Sturm Graz               | 1:1         | Metalist Harkiv | UPC-Arena, Graz Broj gledatelja: 11.219 Sudac: Eric Braamhaar (Nizozemska) |
| Beichler 31'             | (izvještaj) | Oliynyk 76'     | UPC-Arena, Graz Broj gledatelja: 11.219 Sudac: Eric Braamhaar (Nizozemska) |

| 20. kolovoza 2009. 19:30    |             |                       |                                                                                 |
| Steaua Bukurešt             | 3:0         | St Patrick's Athletic | Stadionul Steaua, Bukurešt Broj gledatelja: 0 2 Sudac: Alexie Nikolaev (Rusija) |
| Nicoliţă 56' Stancu 65' 80' | (izvještaj) |                       | Stadionul Steaua, Bukurešt Broj gledatelja: 0 2 Sudac: Alexie Nikolaev (Rusija) |

| 20. kolovoza 2009. 19:30 |                             |                     |                                                                                       |
| Dinamo Bukurešt          | 0:3 (rezultat dodijeljen 3) | Slovan Liberec      | Stadionul Dinamo, Bukurešt Broj gledatelja: 11.000 Sudac: Thomas Einwaller (Austrija) |
|                          | (izvještaj)                 | Liška 6' Blažek 84' | Stadionul Dinamo, Bukurešt Broj gledatelja: 11.000 Sudac: Thomas Einwaller (Austrija) |

| 20. kolovoza 2009. 20:00 |             |                              |                                                                             |
| Sivasspor                | 0:3         | Šahtar Donjeck               | 4 Eylül, Sivas Broj gledatelja: 8.500 Sudac: Michael Leslie Dean (Engleska) |
|                          | (izvještaj) | Gai 6' Ilsinho 76' Kobin 87' | 4 Eylül, Sivas Broj gledatelja: 8.500 Sudac: Michael Leslie Dean (Engleska) |

| 20. kolovoza 2009. 20:00   |             |               |                                                                           |
| Slavia Prag                | 3:0         | Crvena zvezda | Stadion Eden, Prag Broj gledatelja: 12.625 Sudac: Paul Allaerts (Belgija) |
| Šenkeřík 34' 65' Vlček 81' | (izvještaj) |               | Stadion Eden, Prag Broj gledatelja: 12.625 Sudac: Paul Allaerts (Belgija) |

| 20. kolovoza 2009. 20:00 |             |            |                                                             |
| Twente                   | 3:1         | Karabakh   | De Grolsch Veste, Enschede Sudac: Andre Marriner (Engleska) |
| Ruiz 38' 66' Douglas 81' | (izvještaj) | Nadirov 8' | De Grolsch Veste, Enschede Sudac: Andre Marriner (Engleska) |

| 20. kolovoza 2009. 20:00 |             |                   |                                                                                    |
| Vaslui                   | 2:1         | AEK Atena         | Stadionul Municipal, Vaslui Broj gledatelja: 9.000 Sudac: Said Ennjimi (Francuska) |
| Wesley 29' 83' (pen.)    | (izvještaj) | Blanco 69' (pen.) | Stadionul Municipal, Vaslui Broj gledatelja: 9.000 Sudac: Said Ennjimi (Francuska) |

| 20. kolovoza 2009. 20:15 |             |                   |                                                                                       |
| Partizan                 | 1:1         | MŠK Žilina        | Stadion Partizana, Beograd Broj gledatelja: 14.143 Sudac: Levan Paniashvili (Gruzija) |
| Cléo 16' (pen.)          | (izvještaj) | Adauto 34' (pen.) | Stadion Partizana, Beograd Broj gledatelja: 14.143 Sudac: Levan Paniashvili (Gruzija) |

| 20. kolovoza 2009. 20:15 |             |          |                                                                                                |
| Sarajevo                 | 1:1         | CFR Cluj | Stadion „Asim Ferhatović Hase”, Sarajevo Broj gledatelja: 25.000 Sudac: Robert Malek (Poljska) |
| Hadžić 77'               | (izvještaj) | Dani 19' | Stadion „Asim Ferhatović Hase”, Sarajevo Broj gledatelja: 25.000 Sudac: Robert Malek (Poljska) |

| 20. kolovoza 2009. 20:30               |             |                  |                                                                                 |
| Brøndby                                | 2:1         | Hertha BSC       | Brøndby Stadium, Brøndby Broj gledatelja: 12.050 Sudac: Kevin Blom (Nizozemska) |
| Bischoff 52' Pejčinović 70' (auto-gol) | (izvještaj) | Domovchiyski 53' | Brøndby Stadium, Brøndby Broj gledatelja: 12.050 Sudac: Kevin Blom (Nizozemska) |

| 20. kolovoza 2009. 20:30 |             |             |                                                                              |
| Lech Poznań              | 1:0         | Club Brugge | Stadion Amica, Wronki 4 Broj gledatelja: 5.500 Sudac: Jorge Sousa (Portugal) |
| Peszko 90+3'             | (izvještaj) |             | Stadion Amica, Wronki 4 Broj gledatelja: 5.500 Sudac: Jorge Sousa (Portugal) |

| 20. kolovoza 2009. 20:30 |             |                                  |                                                                                     |
| Sion                     | 0:2         | Fenerbahçe                       | Stade de Genève, Ženeva 5 Broj gledatelja: 9.500 Sudac: Daniel Stalhammar (Švedska) |
|                          | (izvještaj) | André Santos 44' Kazım-Kazım 84' | Stade de Genève, Ženeva 5 Broj gledatelja: 9.500 Sudac: Daniel Stalhammar (Švedska) |

| 20. kolovoza 2009. 20:45            |             |                   |                                                                                       |
| Ajax                                | 5:0         | Slovan Bratislava | Amsterdam ArenA, Amsterdam Broj gledatelja: 20.168 Sudac: Mark Clattenburg (Engleska) |
| Suárez 43' 65' 79' 84' Donald 90+2' | (izvještaj) |                   | Amsterdam ArenA, Amsterdam Broj gledatelja: 20.168 Sudac: Mark Clattenburg (Engleska) |

| 20. kolovoza 2009. 20:45                               |             |                 |                                                                                  |
| Benfica                                                | 4:0         | Vorskla Poltava | Estádio da Luz, Lisabon Broj gledatelja: 34.177 Sudac: Darko Ceferin (Slovenija) |
| di María 31' Cardozo 55' (pen.) Saviola 57' Weldon 77' | (izvještaj) |                 | Estádio da Luz, Lisabon Broj gledatelja: 34.177 Sudac: Darko Ceferin (Slovenija) |

| 20. kolovoza 2009. 20:45                                        |             |         |                                                                    |
| Galatasaray                                                     | 5:0         | Levadia | Stadion Ali Sami Yen, Istanbul Sudac: Cyril Zimmermann (Švicarska) |
| Keïta 21' 45' Baroš 56' (pen.) Kewell 78' Leitan 88' (auto-gol) | (izvještaj) |         | Stadion Ali Sami Yen, Istanbul Sudac: Cyril Zimmermann (Švicarska) |

| 20. kolovoza 2009. 20:45    |             |              |                                                                 |
| Genoa                       | 3:1         | Odense       | Stadio Luigi Ferraris, Genoa Sudac: Stéphane Lannoy (Francuska) |
| Moretti 9' Figueroa 48' 56' | (izvještaj) | Gíslason 58' | Stadio Luigi Ferraris, Genoa Sudac: Stéphane Lannoy (Francuska) |

| 20. kolovoza 2009. 20:45         |             |          |                                                                                |
| Lazio                            | 3:0         | Elfsborg | Stadio Olimpico, Rim Broj gledatelja: 18.000 Sudac: Douglas McDonald (Škotska) |
| Kolarov 23' Zárate 35' Mauri 69' | (izvještaj) |          | Stadio Olimpico, Rim Broj gledatelja: 18.000 Sudac: Douglas McDonald (Škotska) |

| 20. kolovoza 2009. 20:45 |             |                  |                                                           |
| Maribor                  | 0:2         | Sparta Prag      | Stadion Ljudski Vrt, Maribor Sudac: Jouni Hyytiä (Finska) |
|                          | (izvještaj) | Wilfried 29' 86' | Stadion Ljudski Vrt, Maribor Sudac: Jouni Hyytiä (Finska) |

| 20. kolovoza 2009. 20:45 |             |                       |                                                                           |
| Racing Genk              | 1:2         | Lille                 | Cristal Arena, Genk Broj gledatelja: 12.278 Sudac: Anton Genov (Bugarska) |
| Tőzsér 58'               | (izvještaj) | Dumont 40' Vittek 56' | Cristal Arena, Genk Broj gledatelja: 12.278 Sudac: Anton Genov (Bugarska) |

| 20. kolovoza 2009. 21:00                              |             |        |                                                                                 |
| Dinamo Zagreb                                         | 4:0         | Hearts | Stadion Maksimir, Zagreb Broj gledatelja: 25.000 Sudac: Nikolay Ivanov (Rusija) |
| Mandžukić 5' Papadopoulos 36' Vrdoljak 56' Bišćan 60' | (izvještaj) |        | Stadion Maksimir, Zagreb Broj gledatelja: 25.000 Sudac: Nikolay Ivanov (Rusija) |

| 20. kolovoza 2009. 21:00     |             |               |                                                                                    |
| Everton                      | 4:0         | Sigma Olomouc | Goodison Park, Liverpool Broj gledatelja: 27.433 Sudac: Lucílio Batista (Portugal) |
| Saha 34' 73' Rodwell 40' 54' | (izvještaj) |               | Goodison Park, Liverpool Broj gledatelja: 27.433 Sudac: Lucílio Batista (Portugal) |

| 20. kolovoza 2009. 21:00             |             |             |                                                                                |
| Fulham                               | 3:1         | Amkar Perm  | Craven Cottage, London Broj gledatelja: 13.029 Sudac: Pedro Proença (Portugal) |
| A. Johnson 4' Dempsey 51' Zamora 75' | (izvještaj) | Grishin 77' | Craven Cottage, London Broj gledatelja: 13.029 Sudac: Pedro Proença (Portugal) |

| 20. kolovoza 2009. 21:00 |             |                                     |                                                                                    |
| Stabæk                   | 0:3         | Valencia                            | Telenor Arena, Bærum Broj gledatelja: 9.566 Sudac: Aleksandar Stavrev (Makedonija) |
|                          | (izvještaj) | Hernández 29' Villa 35' Joaquín 81' | Telenor Arena, Bærum Broj gledatelja: 9.566 Sudac: Aleksandar Stavrev (Makedonija) |

| 20. kolovoza 2009. 21:00                                           |             |                            |                                                                          |
| Werder Bremen                                                      | 6:3         | Aktobe                     | Weserstadion, Bremen Broj gledatelja: 21.446 Sudac: Tony Asumaa (Finska) |
| Boenisch 17' Pizarro 28' Naldo 36' 65' Almeida 60' Özil 68' (pen.) | (izvještaj) | Strukov 21' 31' Smakov 87' | Weserstadion, Bremen Broj gledatelja: 21.446 Sudac: Tony Asumaa (Finska) |

| 20. kolovoza 2009. 21:30                     |             |                             |                                                                                 |
| Nacional                                     | 4:3         | Zenit St. Peterburg         | Estádio da Madeira, Funchal Broj gledatelja: 2.500 Sudac: Cüneyt Çakır (Turska) |
| Alberto 30' Aurélio 37' Silva 53' Micael 74' | (izvještaj) | Semshov 44' 55' Tekke 90+2' | Estádio da Madeira, Funchal Broj gledatelja: 2.500 Sudac: Cüneyt Çakır (Turska) |

| 20. kolovoza 2009. 22:00                       |             |                            |                                                   |
| Athletic Bilbao                                | 3:2         | Tromsø                     | San Mamés, Bilbao Sudac: Sascha Kever (Švicarska) |
| Martínez 62' (pen.) de Marcos 86' Llorente 90' | (izvještaj) | Moldskred 42' Lindpere 78' | San Mamés, Bilbao Sudac: Sascha Kever (Švicarska) |

Bilješke
- 1 Igrano u Sofija na nacionalnom stadionu Vasil Levski jer je CSKA-ov stadion Balgarska Armiya pod renovacijom.
- 2 Steaua Bukurešt je utakmicu kod kuće igrala pred praznim stadionom zbog nereda navijača u utakmici drugog pretkola protiv Újpesta.
- 3 Zbog ulaska Dinamovih navijača u teren, utakmica Dinamo Bukurešt – Slovan Liberec je prekinuta u 88. minuti pri rezultatu 0:2, a dodijeljen je rezultat od 0:3 za goste kao kazna FC Dinamu.
- 4 Igrano u Wronkiju na stadionu Amica, jer je Lech Poznańov Stadion Miejski pod renovacijom.
- 5 Igrano u Ženevi na Stade de Genève, jer Sionov Stade Tourbillon nema UEFA licencu.

## Uzvratne utakmice
| 25. kolovoza 2009. 1 18:00                |             |           |                                                                                           |
| Šahtar Donjeck                            | 2:0         | Sivasspor | RSC Olimpiyskiy, Donjeck Broj gledatelja: 18.000 Sudac: Matteo Simone Trefoloni (Italija) |
| Jádson 21' (pen.) Luiz Adriano 59' (pen.) | (izvještaj) |           | RSC Olimpiyskiy, Donjeck Broj gledatelja: 18.000 Sudac: Matteo Simone Trefoloni (Italija) |

| 27. kolovoza 2009. 16:00 |             |                   |                                                                                          |
| Aktobe                   | 0:2         | Werder Bremen     | Stadion Aktobe Central, Aktobe Broj gledatelja: 11.230 Sudac: Vladimir Hrinak (Slovačka) |
|                          | (izvještaj) | Pizarro 10' 45+1' | Stadion Aktobe Central, Aktobe Broj gledatelja: 11.230 Sudac: Vladimir Hrinak (Slovačka) |

| 27. kolovoza 2009. 16:00 |             |        |                                                                                    |
| Amkar Perm               | 1:0         | Fulham | Stadion Zvezda, Perm Broj gledatelja: 20.000 Sudac: Markus Strömbergsson (Švedska) |
| Kushev 90'               | (izvještaj) |        | Stadion Zvezda, Perm Broj gledatelja: 20.000 Sudac: Markus Strömbergsson (Švedska) |

| 27. kolovoza 2009. 17:00 |             |        |                                                                      |
| Karabakh                 | 0:0         | Twente | Stadion Tofik Bakhramov, Baku 2 Sudac: Alexandru Deaconu (Rumunjska) |
|                          | (izvještaj) |        | Stadion Tofik Bakhramov, Baku 2 Sudac: Alexandru Deaconu (Rumunjska) |

| 27. kolovoza 2009. 18:00 |             |               |                                                                                       |
| Hapoel Tel-Aviv          | 1:1         | Teplice       | Bloomfield Stadion, Tel Aviv Broj gledatelja: 9.000 Sudac: Stanislav Sukhina (Rusija) |
| Ben Dayan 90+1'          | (izvještaj) | Vondrášek 89' | Bloomfield Stadion, Tel Aviv Broj gledatelja: 9.000 Sudac: Stanislav Sukhina (Rusija) |

| 27. kolovoza 2009. 18:00 |             |                      |                                                                                |
| Dinamo Moskva            | 1:2         | CSKA Sofija          | Arena-Khimki, Khimki 3 Broj gledatelja: 8.486 Sudac: Michael Weiner (Njemačka) |
| Kerzhakov 10'            | (izvještaj) | Delev 14' Ivanov 56' | Arena-Khimki, Khimki 3 Broj gledatelja: 8.486 Sudac: Michael Weiner (Njemačka) |

| 27. kolovoza 2009. 18:00 |             |             |                                                                                  |
| Sigma Olomouc            | 1:1         | Everton     | Andrův stadion, Olomouc Broj gledatelja: 10.212 Sudac: Fredy Fautrel (Francuska) |
| Šultes 80'               | (izvještaj) | Pienaar 44' | Andrův stadion, Olomouc Broj gledatelja: 10.212 Sudac: Fredy Fautrel (Francuska) |

| 27. kolovoza 2009. 18:15 |             |               | |
| Hertha BSC               | 3:1         | Brøndby       | Friedrich Ludwig Jahn Sportpark, Berlin 4 Broj gledatelja: 14.743 Sudac: Paolo Tagliavento (Italija) |
| Kačar 75' 86' Dárdai 80' | (izvještaj) | Rasmussen 51' | Friedrich Ludwig Jahn Sportpark, Berlin 4 Broj gledatelja: 14.743 Sudac: Paolo Tagliavento (Italija) |

| 27. kolovoza 2009. 18:30 |             |                             |                                                                                 |
| Slovan Bratislava        | 1:2         | Ajax                        | Tehelné pole, Bratislava Broj gledatelja: 6.880 Sudac: Costas Kapitanis (Cipar) |
| Sylvestr 45'             | (izvještaj) | de Jong 31' Bakircioglü 84' | Tehelné pole, Bratislava Broj gledatelja: 6.880 Sudac: Costas Kapitanis (Cipar) |

| 27. kolovoza 2009. 18:30 |             |            |                                                                                         |
| Zenit St. Peterburg      | 1:1         | Nacional   | Petrovsky Stadion, Sankt Peterburg Broj gledatelja: 20.000 Sudac: Ivan Bebek (Hrvatska) |
| Tekke 34'                | (izvještaj) | Micael 89' | Petrovsky Stadion, Sankt Peterburg Broj gledatelja: 20.000 Sudac: Ivan Bebek (Hrvatska) |

| 27. kolovoza 2009. 18:45 |             |           |                                                                                |
| CFR Cluj                 | 2:1         | Sarajevo  | Stadionul Dr. Constantin Rădulescu, Cluj-Napoca Sudac: Duarte Gomes (Portugal) |
| Koné 40' Mureşan 69'     | (izvještaj) | Škoro 81' | Stadionul Dr. Constantin Rădulescu, Cluj-Napoca Sudac: Duarte Gomes (Portugal) |

| 27. kolovoza 2009. 18:45 |             |      | |
| Heerenveen               | 0:0         | PAOK | Abe Lenstra Stadion, Heerenveen Broj gledatelja: 14.000 Sudac: Eduardo Iturralde Gonzalez (Španjolska) |
|                          | (izvještaj) |      | Abe Lenstra Stadion, Heerenveen Broj gledatelja: 14.000 Sudac: Eduardo Iturralde Gonzalez (Španjolska) |

| 27. kolovoza 2009. 18:45              |             |                             | |
| Lille                                 | 4:2         | Racing Genk                 | Stadion Lille-Metropole, Villeneuve d'Ascq 5 Broj gledatelja: 16.055 Sudac: Gianluca Rocchi (Italija) |
| de Melo 11' 74' Dumont 59' Hazard 70' | (izvještaj) | Barda 24' (pen.) Tőzsér 87' | Stadion Lille-Metropole, Villeneuve d'Ascq 5 Broj gledatelja: 16.055 Sudac: Gianluca Rocchi (Italija) |

| 27. kolovoza 2009. 19:00 |             |       |                                                                            |
| Elfsborg                 | 1:0         | Lazio | Borås Arena, Borås Broj gledatelja: 11.693 Sudac: Oleg Oriekhov (Ukrajina) |
| Avdić 70'                | (izvještaj) |       | Borås Arena, Borås Broj gledatelja: 11.693 Sudac: Oleg Oriekhov (Ukrajina) |

| 27. kolovoza 2009. 19:00 |             |                     |                                                                                |
| Tromsø                   | 1:1         | Athletic Bilbao     | Alfheim stadion, Tromsø Broj gledatelja: 5.988 Sudac: Tony Chapron (Francuska) |
| Rushfeldt 61'            | (izvještaj) | Martínez 57' (pen.) | Alfheim stadion, Tromsø Broj gledatelja: 5.988 Sudac: Tony Chapron (Francuska) |

| 27. kolovoza 2009. 19:15 |             |              |                                                                                       |
| Metalist Harkiv          | 0:1         | Sturm Graz   | Stadion Metalist, Kharkiv Broj gledatelja: 22.400 Sudac: Svein Oddvar Moen (Norveška) |
|                          | (izvještaj) | Beichler 32' | Stadion Metalist, Kharkiv Broj gledatelja: 22.400 Sudac: Svein Oddvar Moen (Norveška) |

| 27. kolovoza 2009. 19:15                     |             |                           |                                                                                    |
| Austria Wien                                 | 3:2 (pr.)   | Metalurg Donjeck          | Stadion Franz Horr, Beč Broj gledatelja: 12.000 Sudac: Kristinn Jakobsson (Island) |
| Okotie 36' Ačimovič 70' (pen.) Sulimani 115' | (izvještaj) | Tănasă 20' Mkhitaryan 54' | Stadion Franz Horr, Beč Broj gledatelja: 12.000 Sudac: Kristinn Jakobsson (Island) |

| 27. kolovoza 2009. 19:30 |             |                                   |                                                                           |
| Slovan Liberec           | 0:3 (pr.)   | Dinamo Bukurešt                   | U Nisy Stadium, Liberec Broj gledatelja: 5.490 Sudac: Alon Yefet (Izrael) |
|                          | (izvještaj) | Andrei Cristea 2' Niculae 57' 81' | U Nisy Stadium, Liberec Broj gledatelja: 5.490 Sudac: Alon Yefet (Izrael) |

|                                                                              |     | jedanaesterci                                                           |  |  |
| Papoušek Blažek Vácha Gecov Holeňák Vulin Dejmek Dočkal Gebre Selassie Liška | 8:9 | Niculae Zicu Boştină Torje Niculescu Moţi Grigore Kone Diabate Molinero |  |  |
|                                                                              |     |                                                                         |  |  |

| 27. kolovoza 2009. 19:30 |             |                     |                                                                                       |
| MŠK Žilina               | 0:2         | Partizan            | Stadium Pod Dubňom, Žilina Broj gledatelja: 10.650 Sudac: Nicolai Vollquartz (Danska) |
|                          | (izvještaj) | Diarra 59' Ilić 65' | Stadium Pod Dubňom, Žilina Broj gledatelja: 10.650 Sudac: Nicolai Vollquartz (Danska) |

| 27. kolovoza 2009. 19:30                                    |             |            |                                                                              |
| Basel                                                       | 5:1         | Baku       | St. Jakob-Park, Basel Broj gledatelja: 7.113 Sudac: Hannes Kaasik (Estonija) |
| Almerares 32' Gelabert 36' Frei 63' Shaqiri 74' Mustafi 84' | (izvještaj) | Felipe 33' | St. Jakob-Park, Basel Broj gledatelja: 7.113 Sudac: Hannes Kaasik (Estonija) |

| 27. kolovoza 2009. 20:00   |             |        |                                                                                    |
| AEK Atena                  | 3:0         | Vaslui | Olimpijski stadion, Atena Broj gledatelja: 19.921 Sudac: Damir Skomina (Slovenija) |
| Manduca 59' Scocco 74' 79' | (izvještaj) |        | Olimpijski stadion, Atena Broj gledatelja: 19.921 Sudac: Damir Skomina (Slovenija) |

| 27. kolovoza 2009. 20:00 |             |             |                                                         |
| Levadia                  | 1:1         | Galatasaray | A. Le Coq Arena, Tallinn 6 Sudac: Istvan Vad (Mađarska) |
| E. Puri 50'              | (izvještaj) | Nonda 64'   | A. Le Coq Arena, Tallinn 6 Sudac: Istvan Vad (Mađarska) |

| 27. kolovoza 2009. 20:00 |             |                                             |                                                                               |
| Liteks Loveč             | 0:4 (pr.)   | BATE                                        | Lovech Stadium, Lovech Broj gledatelja: 5.000 Sudac: =Manuel Gräfe (Njemačka) |
|                          | (izvještaj) | Sasnowski 86' 99' Rodionov 95' Skavysh 118' | Lovech Stadium, Lovech Broj gledatelja: 5.000 Sudac: =Manuel Gräfe (Njemačka) |

| 27. kolovoza 2009. 20:00 |             |         |                                                                              |
| Sparta Prag              | 1:0         | Maribor | AXA Arena, Prag Broj gledatelja: 12.710 Sudac: Alexey Kulbakov (Bjelorusija) |
| Wilfried 3'              | (izvještaj) |         | AXA Arena, Prag Broj gledatelja: 12.710 Sudac: Alexey Kulbakov (Bjelorusija) |

| 27. kolovoza 2009. 20:30                                                |             |              |                                                                                          |
| Villarreal                                                              | 6:1         | NAC Breda    | El Madrigal, Villarreal Broj gledatelja: 13.000 Sudac: Craig Alexander Thomson (Škotska) |
| Cazorla 16' Rossi 23' (pen.) 37' (pen.) Senna 46' Jonathan 57' Kiko 61' | (izvještaj) | De Graaf 80' | El Madrigal, Villarreal Broj gledatelja: 13.000 Sudac: Craig Alexander Thomson (Škotska) |

| 27. kolovoza 2009. 20:30 |             |             |                                                                               |
| Club Brugge              | 1:0 (pr.)   | Lech Poznań | Stadion Jan Breydel, Brugge Broj gledatelja: 29.000 Sudac: Alan Kelly (Irska) |
| Sonck 79'                | (izvještaj) |             | Stadion Jan Breydel, Brugge Broj gledatelja: 29.000 Sudac: Alan Kelly (Irska) |

|                                      |     | jedanaesterci                             |  |  |
| Sonck Odjidja-Ofoe Simaeys Klukowski | 4:3 | Bosacki Đurđević Golik Gancarczyk Rengifo |  |  |
|                                      |     |                                           |  |  |

| 27. kolovoza 2009. 20:30          |             |             |                                                                               |
| Crvena zvezda                     | 2:1         | Slavia Prag | Marakana, Beograd Broj gledatelja: 35.000 Sudac: Thorsten Kinhöfer (Njemačka) |
| Bogdanović 23' (pen.) Perović 45' | (izvještaj) | Vlček 63'   | Marakana, Beograd Broj gledatelja: 35.000 Sudac: Thorsten Kinhöfer (Njemačka) |

| 27. kolovoza 2009. 20:30 |             |            |                                                                                        |
| Hamburg                  | 3:1         | Guingamp   | HSH Nordbank Arena, Hamburg Broj gledatelja: 25.798 Sudac: Martin Ingvarsson (Švedska) |
| Tesche 42' 51' Berg 47'  | (izvještaj) | Mathis 90' | HSH Nordbank Arena, Hamburg Broj gledatelja: 25.798 Sudac: Martin Ingvarsson (Švedska) |

| 27. kolovoza 2009. 20:30   |             |                              |                                                                                          |
| Fenerbahçe                 | 2:2         | Sion                         | Stadion Şükrü Saracoğlu, Istanbul Broj gledatelja: 30.000 Sudac: Bruno Paixão (Portugal) |
| André Santos 2' 41' (pen.) | (izvještaj) | Vanczák 9' Chihab 31' (pen.) | Stadion Şükrü Saracoğlu, Istanbul Broj gledatelja: 30.000 Sudac: Bruno Paixão (Portugal) |

| 27. kolovoza 2009. 20:30  |             |              |                                                                               |
| Odense                    | 1:1         | Genoa        | Fionia Park, Odense Broj gledatelja: 10.001 Sudac: Bjorn Kuipers (Nizozemska) |
| Figueroa 45+2' (auto-gol) | (izvještaj) | Criscito 53' | Fionia Park, Odense Broj gledatelja: 10.001 Sudac: Bjorn Kuipers (Nizozemska) |

| 27. kolovoza 2009. 20:35    |             |               |                                                                                      |
| Hearts                      | 2:0         | Dinamo Zagreb | Tynecastle Stadium, Edinburgh Broj gledatelja: 11.769 Sudac: Knut Kircher (Njemačka) |
| M. Stewart 18' Žaliūkas 55' | (izvještaj) |               | Tynecastle Stadium, Edinburgh Broj gledatelja: 11.769 Sudac: Knut Kircher (Njemačka) |

| 27. kolovoza 2009. 20:45                                 |             |           |                                                                            |
| Roma                                                     | 7:1         | Košice    | Stadio Olimpico, Rim Broj gledatelja: 16.145 Sudac: Selçuk Dereli (Turska) |
| Totti 1' 6' 86' Guberti 8' Cerci 17' Menez 18' Riise 70' | (izvještaj) | Novák 38' | Stadio Olimpico, Rim Broj gledatelja: 16.145 Sudac: Selçuk Dereli (Turska) |

| 27. kolovoza 2009. 20:45 |             |             |                                                                                             |
| PSV Eindhoven            | 1:0         | Bnei Yehuda | Philips Stadion, Eindhoven Broj gledatelja: 7.500 Sudac: Cesar Muniz Fernandez (Španjolska) |
| Simons 25' (pen.)        | (izvještaj) |             | Philips Stadion, Eindhoven Broj gledatelja: 7.500 Sudac: Cesar Muniz Fernandez (Španjolska) |

| 27. kolovoza 2009. 20:45 |             |             |                                                                        |
| Vorskla Poltava          | 2:1         | Benfica     | Stadion Butovsky Vorskla, Poltava Sudac: Claudio Circhetta (Švicarska) |
| Sachko 48' Yesin 74'     | (izvještaj) | Saviola 59' | Stadion Butovsky Vorskla, Poltava Sudac: Claudio Circhetta (Švicarska) |

| 27. kolovoza 2009. 20:45 |             |                            |                                              |
| St Patrick's Athletic    | 1:2         | Steaua Bukurešt            | RDS Arena, Dublin 7 Sudac: Jiri Jech (Češka) |
| O'Connor 49'             | (izvještaj) | Nicoliţă 80' Ochiroşii 89' | RDS Arena, Dublin 7 Sudac: Jiri Jech (Češka) |

| 27. kolovoza 2009. 21:00    |             |             |                                                                                            |
| Aston Villa                 | 2:1         | Rapid Wien  | Villa Park, Birmingham Broj gledatelja: 22.563 Sudac: Carlos Velasco Carballo (Španjolska) |
| Milner 38' (pen.) Carew 53' | (izvještaj) | Jelavić 76' | Villa Park, Birmingham Broj gledatelja: 22.563 Sudac: Carlos Velasco Carballo (Španjolska) |

| 27. kolovoza 2009. 21:00 |             |              |                                                                                     |
| Toulouse                 | 0:1         | Trabzonspor  | Stadium Municipal, Toulouse Broj gledatelja: 15.535 Sudac: Serge Gumienny (Belgium) |
|                          | (izvještaj) | Gülselam 55' | Stadium Municipal, Toulouse Broj gledatelja: 15.535 Sudac: Serge Gumienny (Belgium) |

| 27. kolovoza 2009. 21:30   |             |              |                                                                                    |
| Valencia                   | 4:1         | Stabæk       | Estadio Mestalla, Valencia Broj gledatelja: 20.000 Sudac: Bas Nijhuis (Nizozemska) |
| Miku 28' 29' 80' Žigić 77' | (izvještaj) | Farnerud 36' | Estadio Mestalla, Valencia Broj gledatelja: 20.000 Sudac: Bas Nijhuis (Nizozemska) |

Bilješke
- 1 Igrano 25. kolovoza zbog Šahtarova nastupa u UEFA Superkupu 2009.
- 2 Igrano u Bakuu na stadionu Tofik Bakhramov, jer Karabakhov Olimpijski stadion Guzanli nema UEFA licencu.
- 3 Igrano u Khimkiju na Areni-Khimki, jer je stadion Dinama Moskve, Dinamo Stadion pod renovacijom.
- 4 Igrano u Berlinu na Friedrich Ludwig Jahn Sportparku, jer je Herthin Olympiastadion bio domaćin atletskog SP-a.
- 5 Igrano u Villeneuve d'Ascqu na stadionu Lille-Metropole, jer ga Lilleov Stade Grimonprez Jooris trenutno mijenja. 2012., stadion Grimonprez Jooris će se zamijeniti sa Stade Borne de l'Espoirom.
- 6 Igrano u Tallinnu na A. Le Coq Areni, jer Levadijin Kadrioru Stadion nema UEFA licencu.
- 7 Igrano u Dublinu na RDS Areni, jer St Patrick's Athleticov Richmond Park nema UEFA licencu.